# 亜美寿真
亜美 寿真（つぐみ すずま）は日本の漫画家。主に成人向け漫画を執筆している。

## 略歴
2021年11月には自身2冊目の単行本「ななまん」を発売。重版出来を達成するなど人気は着実に伸びている。
また、2019年6月から配信活動を開始、2020年の4月に受肉その後VTuberとしても主にYouTubeやtwitchでFPSやゲームの生配信をベースに活動しており、2022年4月15日に登録者1万人を達成した。
その他、父ノ背中のてるしゃんのチャンネルで投稿された「100の質問」に登場した際にはスケカス（スケジュールが管理できないゴミカスの略）っぷりを自ら発信したことである意味有名になってしまった。
Twitterでは「【悲報】おじいちゃんの仏壇に俺のエロ漫画単行本が供えられてる」というツイートで思わぬ形でバズったりもしている。
また、画像とともに投稿する #亜美飯 （手料理）も非常に家庭的で美味しそうなものを作る一面も見せている。

## 作品リスト
| タイトル                                                       | 形式 | 掲載誌                           | 備考                                                                                         |
| -------------------------------------------------------------- | ---- | -------------------------------- | -------------------------------------------------------------------------------------------- |
| ボクらは思春期なのにSEXを知らない～ここ、イジると気持ちいいの? | 連載 | エロマンガ島 2017年10月          | 全12話                                                                                       |
| あと1mmで挿入っちゃうね?雑魚寝してたら隣の女子にイジられて…    | 連載 | エロマンガ島 2018年7月           | 全42話                                                                                       |
| 0.01mmの誘惑                                                   | 読切 | スコラマガジン 2021年8月11日発売 | 「あと1mmで挿入っちゃうね?雑魚寝してたら隣の女子にイジられて…」 からの再編集版。紙版単行本。 |
| はとば                                                         | 読切 | COMIC快楽天 2019年8月号          |                                                                                              |
| かんこう                                                       | 読切 | COMIC快楽天 2020年2月号          |                                                                                              |
| ななまん                                                       | 読切 | COMIC快楽天 2020年6月号          |                                                                                              |
| まなばせ                                                       | 読切 | COMIC快楽天 2020年10月号         |                                                                                              |
| KAIRAKUTEN HEROINES                                            | 読切 | COMIC快楽天 2020年11月号         | イラストのみの掲載                                                                           |
| 寄り酔い寝ざめ                                                 | 読切 | COMIC快楽天 2021年2月号          |                                                                                              |
| つまおと！                                                     | 読切 | COMIC快楽天 2021年6月号          |                                                                                              |
| なぎさ先生                                                     | 読切 | COMIC快楽天 2021年8月号          |                                                                                              |
| エッチなことは                                                 | 読切 | COMIC快楽天 2021年11月号         |                                                                                              |
| ななまん                                                       | 読切 | WANIMAGAZINE 2021年11月30日発売  | 快楽天読切の「はとば」～「エッチなことは」までの再集録単行本。                               |
| タメシコウドウ                                                 | 読切 | COMIC快楽天 2022年1月号          |                                                                                              |
| カノジョになってあげよっか？                                   | 読切 | COMIC快楽天 2022年7月号          |                                                                                              |
| 新婚初夜                                                       | 読切 | COMIC快楽天 2022年9月号          |                                                                                              |
| ゆめめちゃんねるオフライン                                     | 読切 | COMIC快楽天 2022年12月号         |                                                                                              |